# Automolius poverus
Automolius poverus är en skalbaggsart som beskrevs av Blanchard 1850. Automolius poverus ingår i släktet Automolius och familjen Melolonthidae. Inga underarter finns listade.